# Marie Dihau
Scènes principales
Concerts Colonne, Société des concerts du Conservatoire
Marie Dihau est une cantatrice, pianiste et professeur de chant et de piano française née le 12 septembre 1843 à Lille et morte le 14 mai 1935 à Paris.

## Biographie
Marie Dihau naît le 12 septembre 1843 à Lille.

Henri de Toulouse-Lautrec, Mademoiselle Dihau au piano, (1890, musée Toulouse-Lautrec).

Elle étudie la musique au conservatoire de Lille où elle obtient un premier prix en 1862. Elle est la sœur de Désiré Dihau, de dix ans son aîné, bassoniste à l'Opéra de Paris et compositeur, dont elle interprète les mélodies. Professeur de chant et de piano, elle est pianiste des Concerts Colonne et cantatrice à la Société des concerts du Conservatoire. Elle partage son temps entre sa ville natale et Paris où elle s'installe avec son frère après la guerre de 1870.
C'est dans leur appartement du Montmartre, au numéro 6 de la rue Frochot, qu'Henri de Toulouse-Lautrec, leur cousin, est présenté à Edgar Degas. Ce dernier peint en 1867-1868 un premier portrait, Mademoiselle Marie Dihau, conservé au Metropolitan Museum of Art. Il exécute entre 1869 et 1872 un deuxième portrait de l'artiste, Mademoiselle Dihau au piano, conservé au musée d'Orsay à Paris.
En 1890, Lautrec, qui se dit son « peintre ordinaire », grand admirateur de Degas, peint un autre portrait intitulé Mademoiselle Dihau au piano, conservé au musée Toulouse-Lautrec d'Albi et en 1898 La Leçon de chant où Marie Dihau au piano accompagne son amie Madame Janne Favereau debout. Le tableau est exposé au musée Mohamed Mamoud Khalil du Caire.
Les tableaux sont accrochés dans le salon des Dihau puis, après la mort de Désiré en 1909, dans le modeste appartement que Marie occupe rue Victor-Massé et où « la charmante vieille fille vit d'un petit revenu et du produit des leçons de musique qu'elle donne, souvent gratuitement, aux jeunes filles de Montmartre qui se préparent à chanter dans les cafés ». En manque d'argent, elle vend son premier portrait peint par Degas au Metropolitan Museum of Art de New-York en 1922. Ne voulant pas se séparer des deux autres tableaux de Degas qu'elle possède, L'Orchestre de l'Opéra et son portrait au piano, elle les cède au musée du Luxembourg, en 1923, sous réserve d'usufruit et du versement d'une rente annuelle de 12 000 francs, financée par David David-Weill pour L'Orchestre et par Marcel Guérin pour le portrait. Face à l'enthousiasme soulevé, lors d'une exposition en 1924 à la galerie Petit, par les deux œuvres, qui n'avaient auparavant jamais été montrées au public, hors quelques artistes et quelques proches des Dihau comme Toulouse-Lautrec, le contrat est racheté par le musée du Louvre où ils sont exposés après la mort de Marie Dihau en 1935. Ils sont transférés au musée d'Orsay en 1986. Elle lègue dans les mêmes conditions son portrait et les portraits de ses deux frères peints par Toulouse-Lautrec à la ville d'Albi qui les affecte au musée Toulouse-Lautrec à sa mort.
Marie Dihau meurt à Paris le  14 mai 1935 . Elle est inhumée au cimetière Saint-Vincent (10e division, avenue transversale) avec son frère Désiré Dihau (1833-1909).

## Galerie

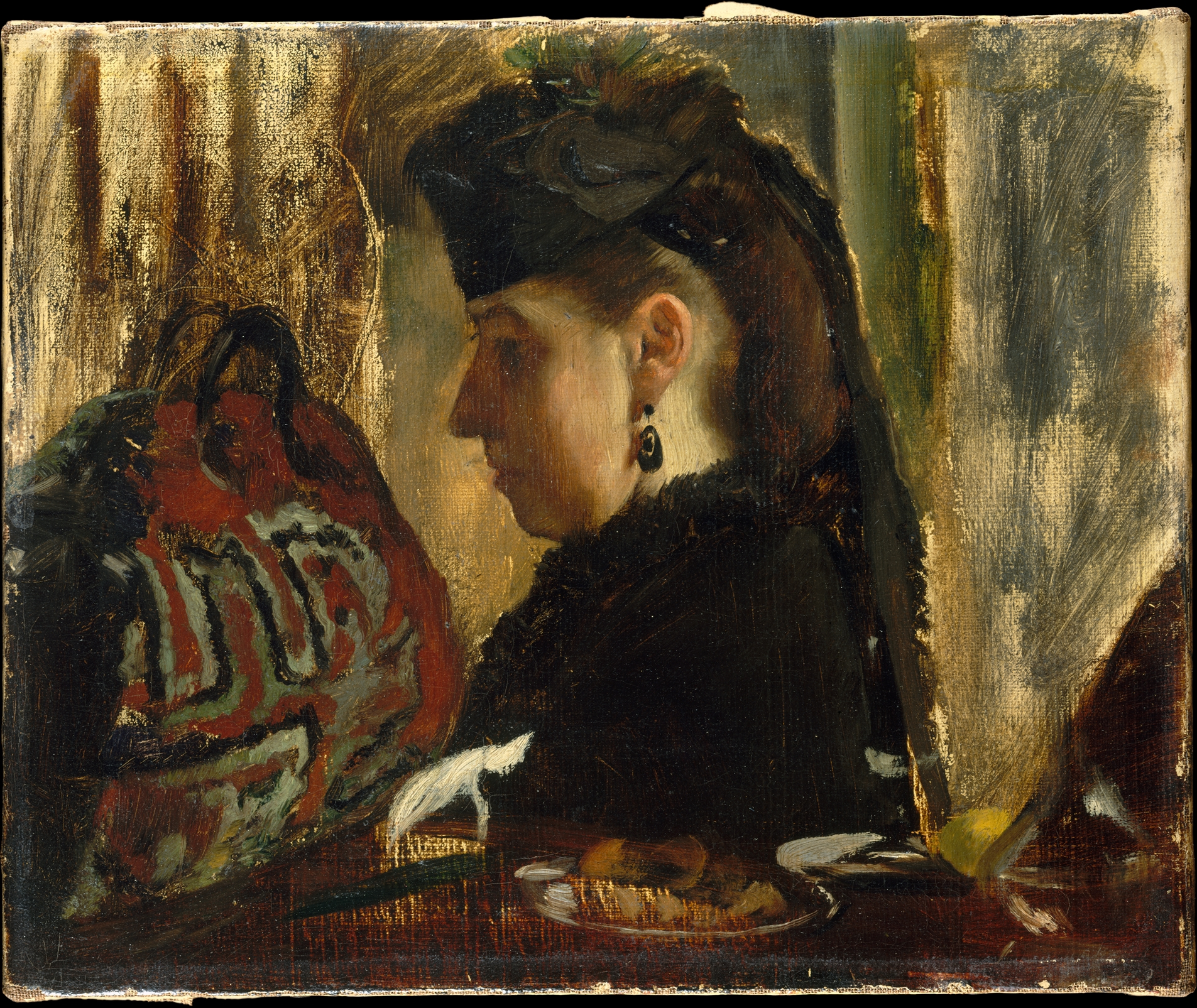
Degas, Mademoiselle Marie Dihau (Metropolitan Museum of Art, 1867-1868)
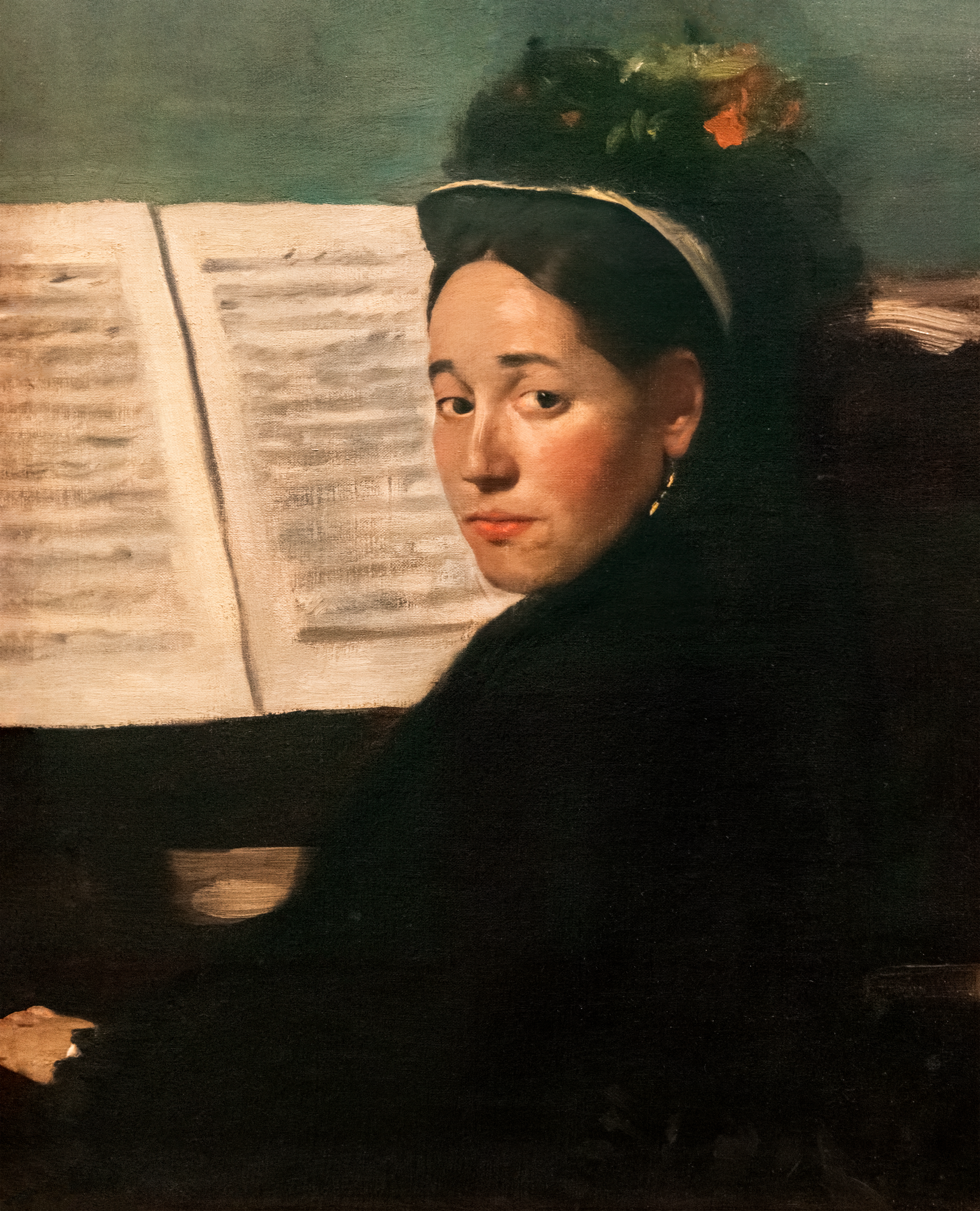
Degas, Mademoiselle Dihau au piano (musée d'Orsay, 1869)
Toulouse-Lautrec, Mademoiselle Dihau au piano (musée Toulouse-Lautrec, 1890)